# Greg Burgess
Gregory Stewart Burgess, detto Greg (Baltimora, 11 gennaio 1972) è un ex nuotatore statunitense.

## Carriera
Fortemente specializzato nei misti, vinse la medaglia d'argento sulla distanza dei 200m alle Olimpiadi di Barcellona 1992.

## Palmarès
- Giochi olimpici

Barcellona 1992: argento nei 200m misti.
- Mondiali

Roma 1994: argento nei 200m misti.
- Giochi Panamericani

Mar del Plata 1995: oro nella 4x200m stile libero, argento nei 200m stile libero e nei 200m misti.
- Giochi PanPacifici

Kobe 1993: oro nella 4x200m stile libero e argento nei 200m misti.
- Universiadi

Sheffield 1991: oro nei 200m misti e argento nei 400m misti.